# Teufelsschlucht (Eifel)

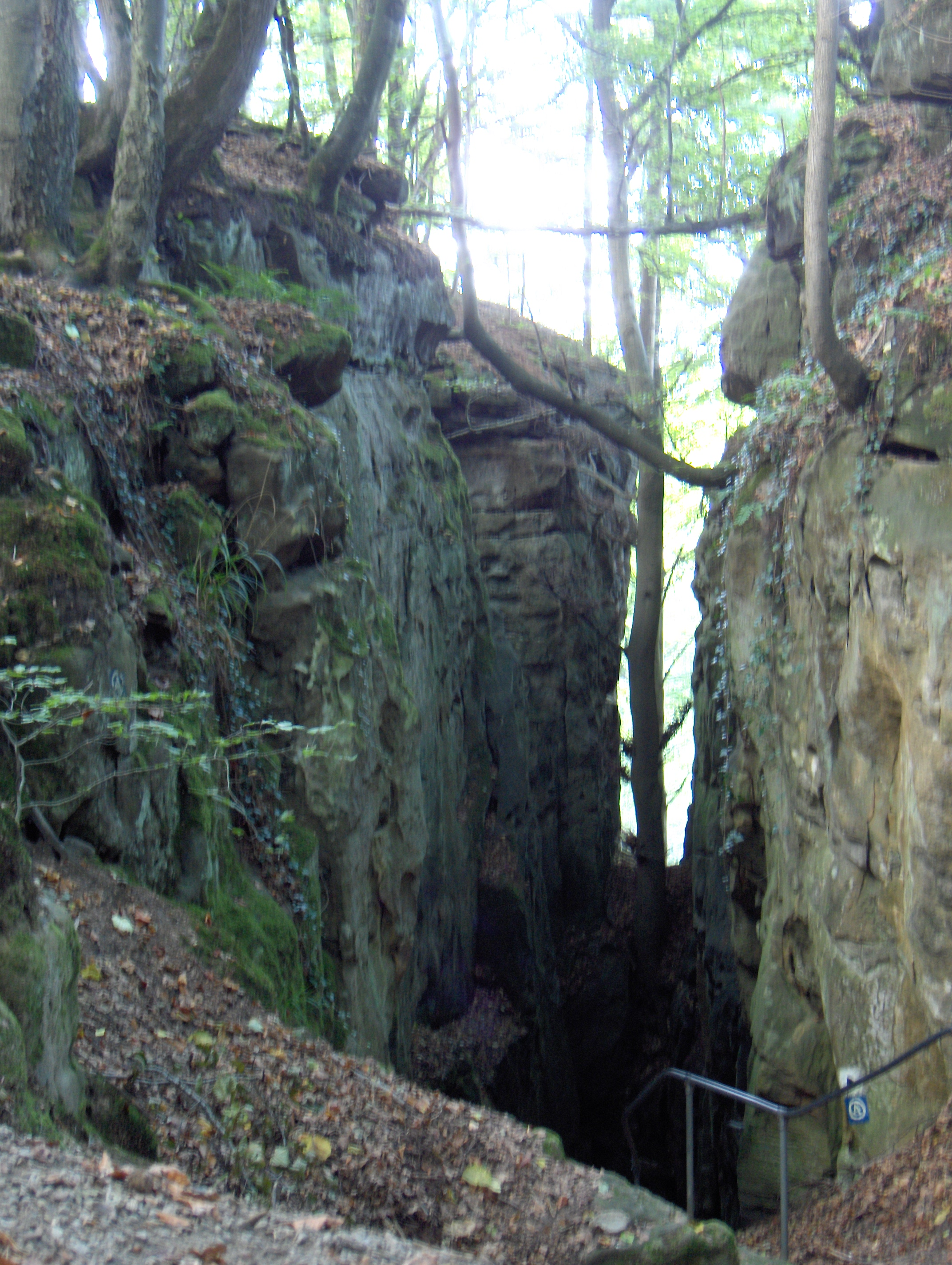
Eingang zur Schlucht

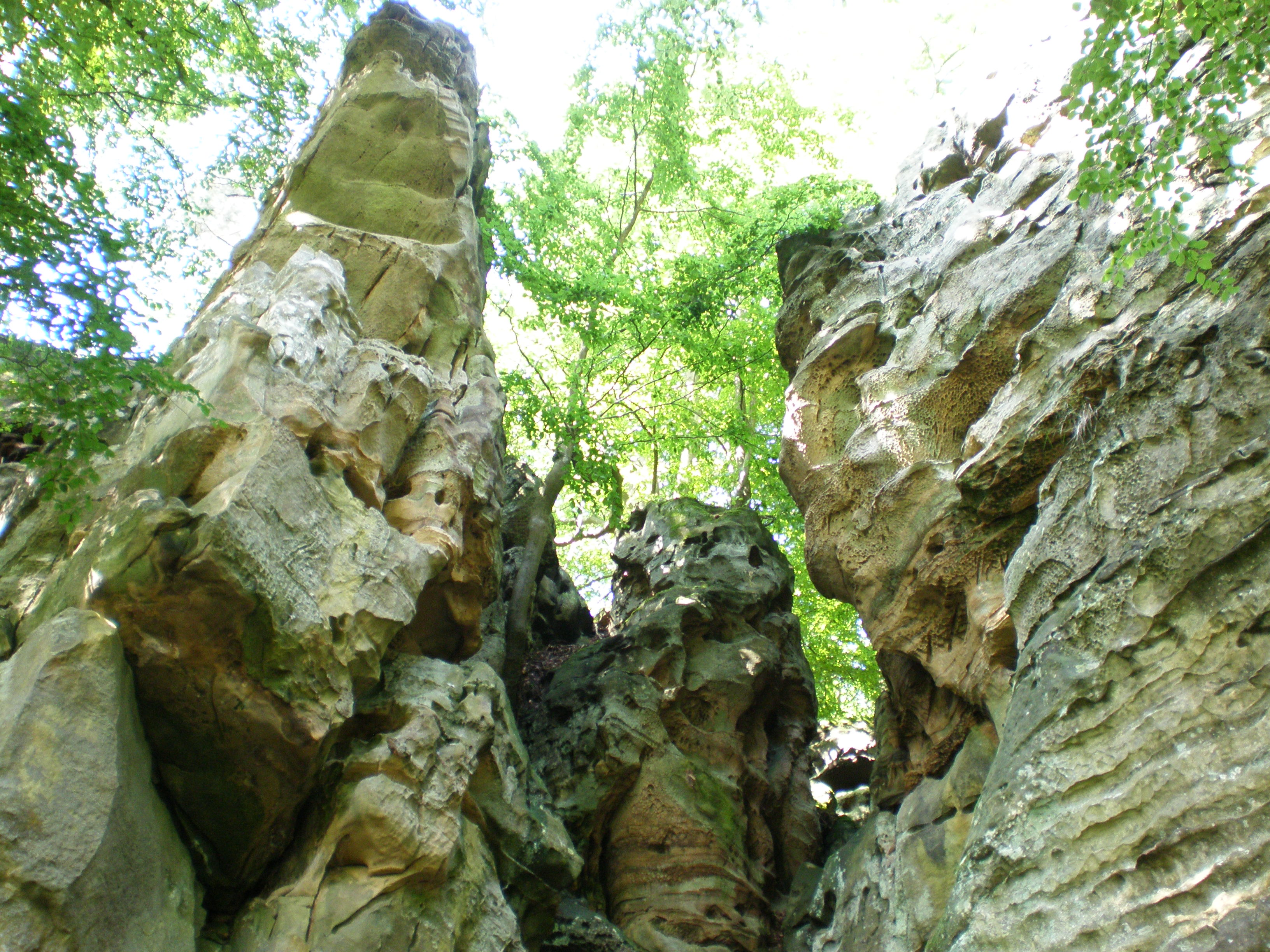
Typische Felsformationen in der Teufelsschlucht

Die Teufelsschlucht befindet sich am Ostrand des Ferschweiler-Plateaus im Naturpark Südeifel in der Nähe von Irrel.
Sie entstand gegen Ende der letzten Eiszeit, vor rund 10.000 Jahren infolge eines Felssturzes bzw. einer Serie von Felsstürzen.
Maßgeblich für dieses Ereignis waren die geologische Situation zum einen und die klimatische Situation zum anderen.
Die stark geklüfteten, mehr oder weniger porösen Gesteinsschichten des sogenannten Luxemburger Sandsteins (geologisch in den auch Lias genannten unteren Jura einzuordnen) lagern auf den zur Wasserundurchlässigkeit neigenden Schichten des Keuper. Somit ergibt sich bei fortschreitender Verwitterung eine instabile Lagerung durch Unterschneidung der Sandsteinbasis.
Gegen Ende der letzten Eiszeit erreichte diese Unterschneidung in Kombination mit ausgedehnter Frostsprengung wohl ein Maximum, das besagte Felsstürze zur Folge hatte.
Heute zeugen zahlreiche Felsblöcke an den Hängen des Ferschweiler Plateaus von den Massenbewegungen dieser Zeit. Die Teufelsschlucht ist eine Felsspalte von etwa einem bis fünf Meter Breite, die als direkte Folge der Felssturzereignisse entstand.
Mit ihren steilen Felswänden, engen Schluchten und Spalten ist die bizarre Felsenlandschaft der Teufelsschlucht ein  Ausflugsziel und ein Startpunkt für weitere Wanderungen in die Umgebung. Dazu gehören die Irreler Wasserfälle, die jedoch durch die Unwetter 2021 weitgehend zerstört wurden.